# John Hannah (Footballspieler)
John Allen „Hog“ Hannah (* 4. April 1951 in Canton, Georgia) ist ein US-amerikanischer ehemaliger American-Football-Spieler. Von 1973 bis 1985 spielte er als Left Guard für die New England Patriots in der National Football League (NFL). Hannah wurde 1991 als erster Spieler der Patriots in die Pro Football Hall of Fame gewählt.

## Kindheit und Jugend
Hannah wurde 1951 in Canton, Georgia, als Sohn des ehemaligen NFL-Spielers Herbert Hannah geboren. Er wuchs in Albertville, Alabama, auf und ging später auf die Baylor School in Chattanooga, Tennessee. 1967 gewann er ein nationales Wrestlingturnier.

## College
Hannah spielte von 1970 bis 1972 auf der Position des Tackles und Guards an der University of Alabama. Während seiner Zeit auf dem College war er außerdem aktiver Wrestler und Diskuswerfer. Hannah wurde 1999 in die College Football Hall of Fame aufgenommen.

## NFL
Hannah wurde von den New England Patriots im Jahr 1973 als vierter Spieler des NFL Drafts ausgewählt. Dort verbrachte er seine komplette NFL-Karriere. Hannah startete 1973 in den ersten 13 Spielen seiner Rookiesaison, bevor er aufgrund einer Beinverletzung das letzte Saisonspiel verpasste. Zusammen mit Tackle Leon Gray bildete er eines der besten Guard/Tackle-Teams in der NFL der mittleren und späten 1970er. Hannah stellte 1978 mit 3.165 erlaufenen Yards einen bestehenden Rekord für Offensive Linemen auf. Er verpasste verletzungsbedingt nur fünf Spiele in seiner Karriere. 1985 gewannen die Patriots mit Hannah erstmals die American Football Conference (AFC) und zogen deshalb erstmals in den Super Bowl ein. Nach dem verlorenen Super Bowl XX trat Hannah zurück.
Hannah wurde während seiner Karriere neun Mal für den Pro Bowl nominiert. Er ist einer der wenigen Spieler, welche in zwei All-Decade-Teams (NFL 1970s All-Decade Team und NFL 1980s All-Decade Team) gewählt wurden. Hannah wurde zusätzlich als erster Guard ins NFL 75th Anniversary All-Time Team gewählt.
1991 wurde er als erster Spieler der Patriots in die Pro Football Hall of Fame aufgenommen. Er und Andre Tippett sind die einzigen Mitglieder, welche ihre gesamte Profikarriere bei den Patriots verbrachten.

## Trainerkarriere
Hannah begann seine Trainerkarriere als Assistenztrainer der Governor Dummer Academy in Massachusetts, welche er 2004 verließ, um Head Coach an der Somerville High School in Massachusetts zu werden. Nach einer Saison ohne Sieg wurde er Assistenztrainer an der Baylor School in Chattanooga, Tennessee, einen Job, den er bereits nach einer Saison wieder aufgab.

## Privates
Hannahs Brüder Charley und David waren ebenso All-Conference Line-Spieler für die University of Alabama. Charley Hannah spielte von 1977 bis 1988 für die Tampa Bay Buccaneers und die Los Angeles Raiders in der NFL. Charley gewann mit den Raiders den Super Bowl XVIII.